# Anevrina thoracica
Anevrina thoracica is een vliegensoort uit de familie van de bochelvliegen (Phoridae). De wetenschappelijke naam van de soort is voor het eerst geldig gepubliceerd in 1804 door Meigen.

## Verspreiding en leefgebied
Deze soort is wijdverspreid op het noordelijk halfrond. De larven leven op kadavers en in mollennesten.